# 1683 Castafiore
1683 Castafiore eller 1950 SL är en asteroid i huvudbältet, som upptäcktes den 19 september 1950 av den belgiske astronomen Sylvain Arend i Uccle. Den har fått sitt namn efter den fiktiva operasångerskan, Bianca Castafiore i Hergés serier om Tintin.
Asteroiden har en diameter på ungefär 21 kilometer.